# Akadiemija Togliatti
Akademija Togliatti (ros. Академия Тольятти) – rosyjski klub piłkarski z miasta Togliatti; seniorska drużyna Akademii Futbolu im. Konopliowa.

## Historia
Klub powstał w 1991 roku i początkowo reprezentował miasto Dimitrowgrad jako Łada Dimitrowgrad.
W latach 2006—2007 klub był drużyną rezerw (farm-club) Krylii Sowietow, dlatego nazywał się Krylia Sowietow-SOK. W 2008 roku większość zawodników i trenerów przeniosło się do nowo utworzonego klubu, FK Togliatti, jednak w Dimitrowgradzie pozostała drużyna o nazwie Akadiemija.
W 2010 roku, po fuzji z FK Togliatti, klub ostatecznie przeniósł się do Togliatti w obwodzie samarskim. Odtąd drużyna składała się wyłącznie z wychowanków Akademii Futbolu im. Konopliowa.
W 2012 drużyna znów stała się częścią struktury Krylii Sowietow i jako osobny klub przestała istnieć.
Klub odrodzono w 2015 jako drużynę wychowanków Akademii Futbolu im. Konopliowa.